# Paragia vespiformis
Paragia vespiformis är en stekelart som beskrevs av Smith 1865. Paragia vespiformis ingår i släktet Paragia och familjen Masaridae. Inga underarter finns listade i Catalogue of Life.